# Donja Lotaringija
Donja Lotaringija ili Donja Lorena (francuski: Basse-Lotharingie; njemački: Niederlothringen; nizozemski: Neder-Lotharingen; također ponekad navođena kao Lothier) je godine 959. uspostavljena kao matično vojvodstvo srednjovjekovne Kraljevine Njemačke, s područjem koje je sadržavalo dio današnje Belgije, Nizozemsku, sjeverni dio njemačkog Porajnja i dio sjeverne Francuske istočno od rijeke Schelde.
Stvoreno je od nekadašnjeg srednjofranačkog kraljevstva Lotaringija pod kraljem Lotarom II., uspostavljenog 855. Tijekom najvećeg dijela kraja 9. vijeka Lotaringioja je bila podijeljena, a potom 880. ponovno ujedinjena pod Ludovikom Mlađim; poslije smrti istočnofranačkog kralja Ludovika Djeteta se 911. ponovno pridružila Zapadnoj Franačkoj pod kraljem Karlom Glupim. Potom je postalo vlastito vojvodstvo, a godine 925. je vojvoda Gilbert za svog sizerena odabrao njemačkog kralja Heinricha Ptičara, a što njegov dotadašnji sizeren, kralj Rudolf od Francuske, nije mogao spriječiti. Otada je Lotaringija (ili Lorena) ostala njemačko matično vojvodstvo, a granica s Francuskom nepromijenena kroz cijeli srednji vijek.
Godine 959. je Heinrichov sin Bruno Veliki podijelio Lotaringiju na dva vojvodstva: Donju i Gornju Lotaringiju te grofu Godfrey I od Monas (Hainaut) dao titulu vojvode Donje Lorene. Godfrey zemlje su bile sjeverno (donji tok Rajne), dok je Gornja Lorena bila na jugu (uzvodno). Oba vojvodstva su činila zapadni dio Svetog Rimskog Carstva koje je 962. uspostavio Brunov stariji brat Oton I.
Dva lotaringijska vojvodstva su se potom dodatno razdvojila. Nakon smrti Godfreyevog sina vojvode Richar, Donjom Lotaringija je neposredno vladao car; godine 977. ju je Oton II kao leno dao Charlesu, prognanom mlađem bratu kralja Lothaire od Francuske. Donja i Gornja Lorena su nakratko bile ujedinjene pod Gothelom I od 1033. do 1044. Nakon toga je Donja Lotaringija postupno marginalizirana, dok je Gornja Lorena postala poznata jednostavno kao vojvodstvo Lorena.
Važnost vojvodstva Donja Lotaringija je s vremenom izgubila na važnosti i zbog sukoba između cara Heinricha IV i njegovog sina Heinricha V; godine 1100. je Heinrich IV Donju Lotaringiju dao kao leno grofu Henriku od Limburga, koga je Heinrich V, nakon prisilne abdikacije svog oca smijenio s grofom Godfrey od Louvainu. Nakon smrti Godfrey III 1190., njegov sin vojvoda Henri III od Brabanta je naslijedio titulu po ukazu Friedricha I Barbarosse i Sabora u Schwäbisch Hallu. Tada je vojvodstvo izgubilo teritorijalnu komponentu, dok su preostale lena držali vojvode od Brabanta kasnije poznate i koa vojvode od Lothiera (Lothryka).